# Foxen (See)
Der Foxen ist ein See in Värmland in Schweden, der sich nördlich an den Stora Le anschließt. Gemeinsam mit dem Stora Le belegt er den 121. Platz der Liste der größten Seen in Europa und Platz 19 der größten Seen Schwedens. Der Foxen grenzt über den Stora Le an Norwegen an und liegt etwa 100 km südöstlich von Oslo.
Am Foxen liegen auch die kleinen Ortschaften Töcksfors und Lennartsfors. Über eine Schleusentreppe gibt es bei Töcksfors einen Übergang zum See Töck und in Lennartsfors zum See Lelång.
Der Foxen ist Teil des Seensystems Dalsland Nordmarken. Über den regionalen Zusammenschluss namens DANO ist es zum Beispiel übers Kanuwandern möglich, verschiedene andere Seen zu erreichen. Auch am Foxen gilt das Jedermannsrecht. Die Region rund um den Foxen hat durch touristische Reiseanbieter wirtschaftlich stark profitiert und das Angebot an Naturreisen ausgebaut.
Im See kommen unter anderem die Fischarten Flussbarsch und Hecht vor.

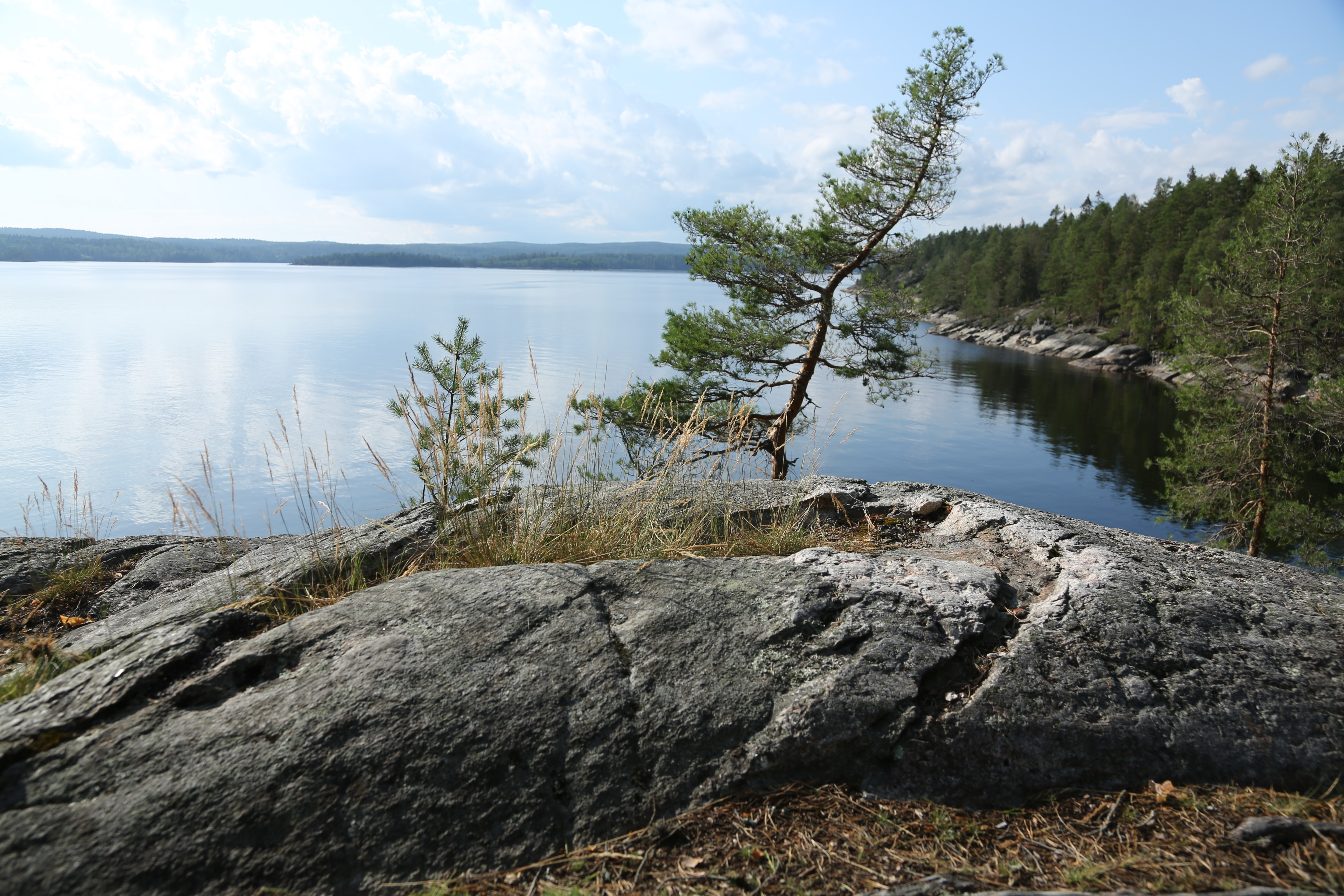
Vegetationskante am Foxen
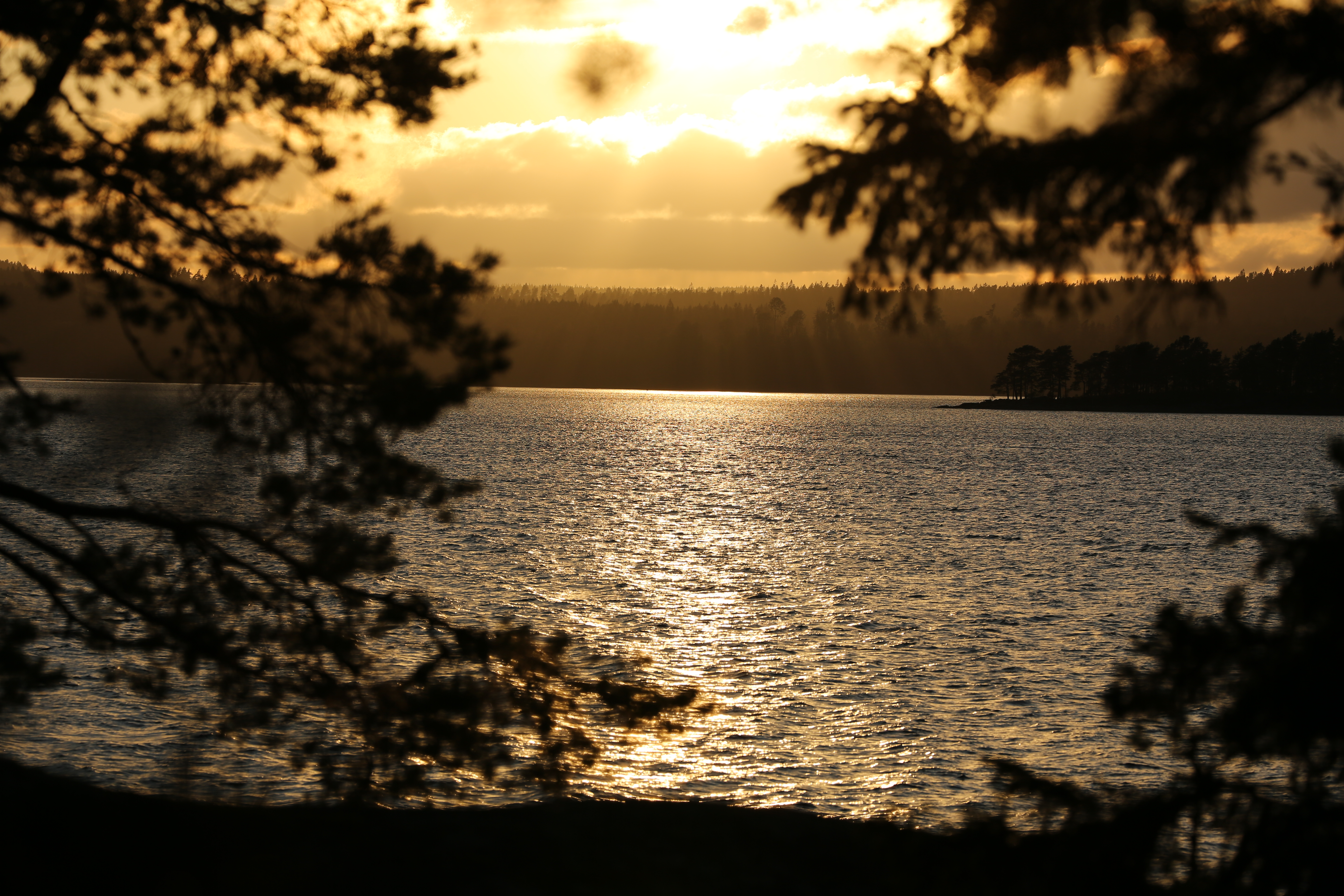
Foxen Westblick
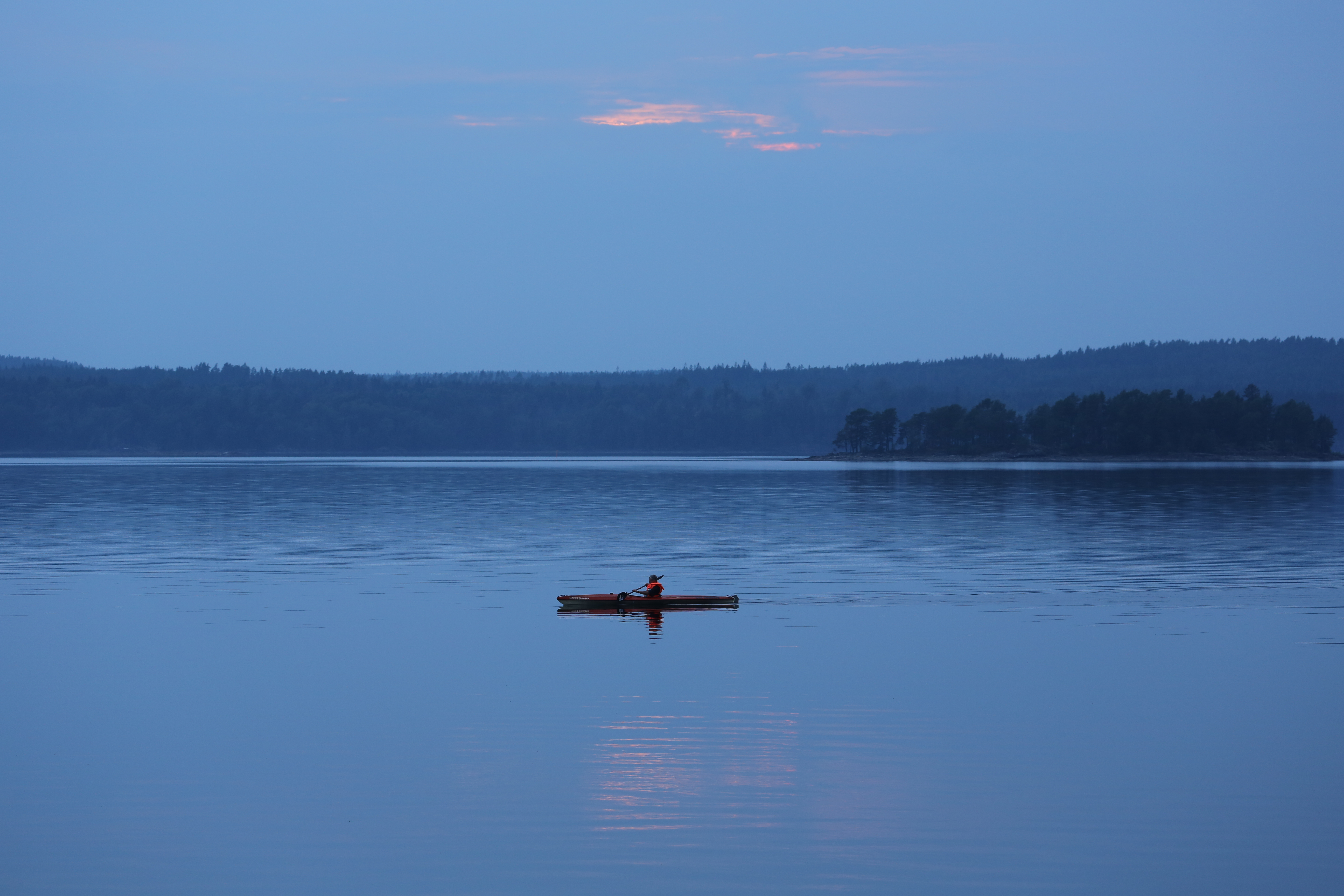
Kajakfahrer auf dem abendlichen Foxen